# Kantius abnormis
Kantius abnormis là một loài rêu tản trong họ Calypogeiaceae. Loài này được (Ångström) Stephani miêu tả khoa học lần đầu tiên năm 1895.